# José Correia de Sá e Benevides Velasco da Câmara
José Correia de Sá e Benevides Velasco da Câmara ou José Correia de Sá Velasco da Câmara e Benevides, (Londres a 12 de Maio de 1830 - Lisboa, 8 de Agosto de 1902), era filho secundogénito de António Maria Correia de Sá e Benevides Velasco da Câmara, 6.º visconde de Asseca.
Casou em 11 de Novembro de 1849, na capela do Palácio Lavradio, no Campo de Santa Clara em Lisboa, com D. Eugénia de Jesus Maria de Todos os Santos de Almeida Soares Portugal de Alarcão Ataíde e Meneses Mascarenhas da Silva) (27 de Maio de 1828 - 14 de Junho de 1871), filha de António de Almeida Portugal, 5.º marquês do Lavradio e  conde de Avintes, herdeira dos títulos de seu pai.
Tiveram:
- D. António de Almeida Portugal Soares de Alarcão Correia de Sá (24 de Julho de 1852 - 9 de Setembro de 1882), 6.º Marquês de Lavradio, com Honras de Parente, casado a 18 de Julho de 1872 com D. sua prima co-irmã D. Isabel Correia de Sá e Benevides (25 de Outubro de 1851 - 19 de Outubro de 1882), filha dos 7.ºs Visconde de Asseca.[6]
- D. Maria Rita de Almeida Correia de Sá (m. 23 de Dezembro de 1850).
- D. Maria Rita de Almeida Correia de Sá (Lisboa, 21 de Outubro de 1855 - Outubro de 1893), Dama da viúva de D. Miguel I de Portugal a Princesa do Lownstein-Werthelm-Rosenberg, casada em 1887 com Erwins Leitgebel, oficial do exército prussiano.[4] Com geração na Alemanha.[7]
- D. Salvador de Almeida Correia de Sá (m. 30 de Junho de 1889), 3.º conde de Lavradio (dec. de 7 de Novembro de 1889), casado em  1889 com D. Adelaide de Sousa Pereira de Araújo Sequeira (Lisboa, 24 de janeiro de 1853 - Lisboa, 7 de de novembro de 1919), 1.ª baronesa de Paulo Cordeiro (dec. 2 de junho de 1887), filha primogénita de José António Pereira de Araújo Sequeira, Ten.Cor. de Artilharia. Sem geração.[8]
- D. Maria da Assunção Rosa Brázea do Perpétuo Socorro de Almeida Correia de Sá (10 de Agosto de 1860) que casou com Manuel Nicolau de Abreu Castelo-Branco Cardoso de Melo (26 de Julho de 1839 - 2 de Janeiro de 1913), 3º conde de Fornos de Algodres, fidalgo da Casa Real, bacharel em Direito pela Universidade de Coimbra, Governador Civil de Leiria.[9] Com geração.
- D. Francisco de Almeida Correia de Sá, falecido solteiro a 28 de janeiro de 1918.[6]
- D. Luís de Almeida Correia de Sá, padre da Companhia de Jesus (30 de Outubro de 1862 - 17 de agosto de 1909).[6]
- D. João Maria de Lorêto de Almeida Correia de Sá (10 de Dezembro de 1866), coronel do exército austríaco que desempenhou papel preponderante nas incursões monárquicas de 1911 e 1912, casou em 21 de julho de 1916 com D. Constança Maria Teles da Gama, filha segunda dos 1.ºs condes de Cascais.[6]
- D. Maria José dos Anjos de Almeida Correia de Sá (Lisboa, 14 de Maio de 1871 - 28 de Abril de 1964), casada a 30 de Maio de 1894 com seu primo D. Luís Vaz de Almada, conde de Almada.[10][11][12] Com geração.

Casou segunda vez com Maria da Conceição Machado Castelo Branco (1 de Junho de 1849 - 10 de Maio de 1927), filha do 1.º Conde da Figueira, D. José Maria de Castelo-Branco Correia e Cunha Vasconcelos e Sousa e de sua segunda mulher, D. Maria Amália Machado Eça Castro Vasconcelos Magalhães Orosco e Ribera, filha de Luís Machado de Mendonça Eça Castro e Vasconcelos, moço-fidalgo da Casa Real, 10.º senhor das Terras de Entre Homem e Cávado (Amares) e de Maria Ana de Saldanha de Oliveira e Daun (1 de Dezembro de 1779 - 31 de Janeiro de 1827), filha de João Vicente de Saldanha Oliveira e Sousa Juzarte Figueira (1746-1804), 1º conde de Rio Maior, e de D. Maria Amália de Carvalho e Daun, filha do 1.º Marquês de Pombal.